# Bastetània
Bastetània o Mastiena va ser el nom d'una regió en l'època anterior a la conquesta romana, situada al sud-est d'Hispània i que englobava aproximadament les actuals províncies de Màlaga, Granada, Almeria, sud i sud-est de Jaén, sud d'Albacete i sud-oest de Múrcia, i equivalia aproximadament a l'Andalusia Oriental. Va rebre el seu nom del poble dels bastetans.
Limitava a l'est amb l'Oròspeda, al nord amb sierra Morena, i al sud amb la mar. El seu límit occidental no està definit. Més tard va formar part de la província romana de la Hispània Citerior i després de la Bètica. Entre les ciutats conegudes de la Bastetània, els autors antics citen Arkilaquis, Tutugi, Basti, Acci o Iliberri. No era més que un territori que posseïa la mateixa cultura i no era una entitat política. Els romans van definir aquesta regió prenent el nom d'una de les seves ciutats, Basti, però que mai no va ser capital de tota la zona.